# Hr4
hr4 ist ein Hörfunkprogramm des Hessischen Rundfunks im Format einer Service- und Unterhaltungswelle. Das Programm wird seit September 2004 aus dem hr-Studio in Kassel, zuvor seit dem Sendestart am 6. Oktober 1986 aus dem hr-Funkhaus in Frankfurt am Main produziert.

## Programm
Unter dem Motto „hr4 – Einfach gut drauf“ (seit September 2017 zusätzlich: hr4 – Musik, die glücklich macht) bietet der Sender überwiegend deutschsprachige Musik, modernen Schlager und deutschsprachigen Pop, zudem aber auch internationale Hits und Oldies an. Das Programm richtet sich an eine Hörerschaft über 50.
Seit einer Formatänderung im Mai 2017 unter Manfred Staiger (Nachfolger des bis 2016 als Musikchef wirkenden Gerhard Schilling) laufen werktags im Tagesprogramm zu 50 % deutscher Schlager und Popmusik sowie zu 50 % englischsprachige internationale Hits. Instrumentalmusik sowie Volkstümliche Musik wurde gänzlich aus dem Tagesprogramm genommen. Nach einer Übergangsphase wird seit September 2017 auch am Wochenende von 6 bis 17 Uhr dieses Format gesendet.
Seit Januar 2025 kooperiert hr4 mit den Sendern BR Schlager, MDR Schlagerwelt und NDR Schlager in Form von gemeinsam ausgestrahlten Sendungen. So produziert hr4 für alle vier Sender samstags von 17 Uhr bis 24 Uhr die ARD Schlagerparty, im Gegenzug stellte hr4 die Produktion der hr4-Hitparade ein und übernimmt nun von BR Schlager die ARD Schlagerhitparade. Im Nachtprogramm zwischen 0 Uhr und 6 Uhr wurde von der seit 2021 übernommenen ARD-Hitnacht zur ARD Schlagernacht (beide Sendungen vom Mitteldeutschen Rundfunk produziert) gewechselt.
Im Programm finden sich Ratgeber- und Verbraucherthemen sowie aktuelle Tipps und Informationen, vorwiegend aus Hessen oder mit Regionalbezug.
| Uhrzeit | Montag bis Freitag                                                       | Samstag                                                                                            | Sonntag                                                                                            |
| ------- | ------------------------------------------------------------------------ | -------------------------------------------------------------------------------------------------- | -------------------------------------------------------------------------------------------------- |
| 00:00   | ARD Schlagernacht (vom Mitteldeutschen Rundfunk übernommen, unmoderiert) | ARD Schlagernacht (vom Mitteldeutschen Rundfunk übernommen, unmoderiert)                           | ARD Schlagernacht (vom Mitteldeutschen Rundfunk übernommen, unmoderiert)                           |
| 06:00   | hr4 – Mein Morgen in Hessen mit Jascha Küllmer oder Vivien Neuburg       | hr4 – Mein Samstagmorgen in Hessen mit Michael Meyer, Jürgen Scholle, Uwe Becker oder Tobias Winge | hr4 – Mein Sonntagmorgen in Hessen mit Michael Meyer, Jürgen Scholle, Uwe Becker oder Tobias Winge |
| 07:00   | hr4 – Mein Morgen in Hessen mit Jascha Küllmer oder Vivien Neuburg       | hr4 – Mein Samstagmorgen in Hessen mit Michael Meyer, Jürgen Scholle, Uwe Becker oder Tobias Winge | hr4 – Mein Sonntagmorgen in Hessen mit Michael Meyer, Jürgen Scholle, Uwe Becker oder Tobias Winge |
| 08:00   | hr4 – Mein Morgen in Hessen mit Jascha Küllmer oder Vivien Neuburg       | hr4 – Mein Samstagmorgen in Hessen mit Michael Meyer, Jürgen Scholle, Uwe Becker oder Tobias Winge | hr4 – Mein Sonntagmorgen in Hessen mit Michael Meyer, Jürgen Scholle, Uwe Becker oder Tobias Winge |
| 09:00   | hr4 – Mein Morgen in Hessen mit Jascha Küllmer oder Vivien Neuburg       | hr4 – Mein Samstagmorgen in Hessen mit Michael Meyer, Jürgen Scholle, Uwe Becker oder Tobias Winge | hr4 – Mein Sonntagmorgen in Hessen mit Michael Meyer, Jürgen Scholle, Uwe Becker oder Tobias Winge |
| 10:00   | hr4 – Britta am Vormittag mit Britta Lohmann oder Britta Wiegand         | hr4 – Britta am Samstag / hr4 – Dieter am Samstag mit Britta Lohmann oder Dieter Voss              | hr4 – Mein schöner Sonntag mit Dieter Voss                                                         |
| 11:00   | hr4 – Britta am Vormittag mit Britta Lohmann oder Britta Wiegand         | hr4 – Britta am Samstag / hr4 – Dieter am Samstag mit Britta Lohmann oder Dieter Voss              | hr4 – Mein schöner Sonntag mit Dieter Voss                                                         |
| 12:00   | hr4 – Britta am Mittag mit Britta Lohmann oder Britta Wiegand            | hr4 – Britta am Samstag / hr4 – Dieter am Samstag mit Britta Lohmann oder Dieter Voss              | hr4 – Mein schöner Sonntag mit Dieter Voss                                                         |
| 13:00   | hr4 – Wünsch Dir was mit Jürgen Scholle oder Uwe Becker                  | hr4 bis fünf – der Samstagnachmittag mit Jens Schulenburg                                          | hr4 – Wünsch Dir was mit Jörg Machenbach                                                           |
| 14:00   | hr4 am Nachmittag mit Jürgen Scholle oder Uwe Becker                     | hr4 bis fünf – der Samstagnachmittag mit Jens Schulenburg                                          | hr4-Oldies mit Jörg Machenbach                                                                     |
| 15:00   | hr4 am Nachmittag mit Jürgen Scholle oder Uwe Becker                     | hr4 bis fünf – der Samstagnachmittag mit Jens Schulenburg                                          | hr4-Oldies mit Jörg Machenbach                                                                     |
| 16:00   | Mit hr4 in den Feierabend mit Michael Meyer oder Diane Steffens          | hr4 bis fünf – der Samstagnachmittag mit Jens Schulenburg                                          | hr4-Oldies mit Jörg Machenbach                                                                     |
| 17:00   | Mit hr4 in den Feierabend mit Michael Meyer oder Diane Steffens          | ARD Schlagerparty (von hr4 für mehrere Sender produziert) mit Martin Woelke oder Kevin Varga       | ARD Schlagerhitparade (vom Bayerischen Rundfunk übernommen)                                        |
| 18:00   | Mit hr4 in den Feierabend mit Michael Meyer oder Diane Steffens          | ARD Schlagerparty (von hr4 für mehrere Sender produziert) mit Martin Woelke oder Kevin Varga       | ARD Schlagerhitparade (vom Bayerischen Rundfunk übernommen)                                        |
| 19:00   | Mit hr4 in den Feierabend mit Michael Meyer oder Diane Steffens          | ARD Schlagerparty (von hr4 für mehrere Sender produziert) mit Martin Woelke oder Kevin Varga       | ARD Schlagerhitparade (vom Bayerischen Rundfunk übernommen)                                        |
| 20:00   | hr4 – Musik liegt in der Luft                                            | ARD Schlagerparty (von hr4 für mehrere Sender produziert) mit Martin Woelke oder Kevin Varga       | hr4 – Musik liegt in der Luft                                                                      |
| 21:00   | hr4 – Musik liegt in der Luft                                            | ARD Schlagerparty (von hr4 für mehrere Sender produziert) mit Martin Woelke oder Kevin Varga       | hr4 – Musik liegt in der Luft                                                                      |
| 22:00   | hr4 – Musik liegt in der Luft                                            | ARD Schlagerparty (von hr4 für mehrere Sender produziert) mit Martin Woelke oder Kevin Varga       | hr4 – Musik liegt in der Luft                                                                      |
| 23:00   | hr4 – Musik liegt in der Luft                                            | ARD Schlagerparty (von hr4 für mehrere Sender produziert) mit Martin Woelke oder Kevin Varga       | hr4 – Musik liegt in der Luft                                                                      |

## Moderatoren (Auswahl)
Bekannte Moderatoren sind u. a. Jens Schulenburg, Dieter Voss und Britta Wiegand.

## Regionalfenster
Unter der Dachmarke Hessenschau gibt es Regionalfenster montags bis freitags stündlich von 06:30 bis 09:30, um 12:30 und von 14:30 bis 16:30 (jeweils zwei Beiträge in ca. anderthalb Minuten; insgesamt ca. fünf Stunden Sendezeit pro Woche).
Die Identifikation erfolgt nach dem Schema
„hr4 – die Hessenschau für ... – hier ist das Studio ...“
- Mittelhessen – Gießen
- Nordhessen – Kassel
- Osthessen – Fulda
- Rhein-Main – Frankfurt
- Südhessen – Darmstadt

Daneben gibt es für jede der fünf Regionen einen Podcast.

### Geschichte
Erste regionale Hörfunksendung war 1948 Rund um Kassel, ab 1952 mit eigenem Studio, ab 1964 landesweit auf hr2, 1980 vom Nordhessen-Journal auf hr1 abgelöst. Ausgebaut wurden die Regionalisierung in der Amtszeit von Friedrich Franz Sackenheim als Chefredakteur (1981–1991). Die Regionalprogramme Rhein-Main-Journal (aus Frankfurt) und Südhessen-Journal (Bensheim) waren im Oktober 1984 noch auf hr1 eingeführt worden. Im Juni 1986 begann das Osthessen-Journal (Fulda). Mit dem Start von hr4 im Oktober 1986 wechselten die Regionalprogramme dorthin, ergänzt um eine Mittagsschiene. Die Studios nannten sich nun Radio Kurhessen, Radio Frankfurt, Radio Bergstraße und Radio Fulda. Im Januar 1987 kam schließlich als fünftes Radio Lahn (Wetzlar, Mittelhessen-Journal) hinzu. Zu hören waren die Sendungen montags bis freitags von 12:05 bis 12:30 (später bis 13:00) und 16:05 bis 17:00. Mit dem Umzug von hr4 nach Kassel im September 2004 wurden die Regionalsendungen aus Nord- und Osthessen in Fulda sowie die aus dem Rhein-Main-Gebiet und Südhessen in Darmstadt zusammengelegt. Seit Ende Januar 2012 bestehen die Regionalfenster in stark verkürzter Form. Seit Oktober 2023 sind es wieder fünf Regionalfenster.

## Hörerstruktur und Reichweite
Die im Juli 2019 veröffentlichte Media-Analyse wies für hr4 – montags bis freitags von 6 bis 18 Uhr – pro Stunde 194.000 Hörer nach. Die Tagesreichweite lag bei 496.000 Hörern. hr4 wird vorwiegend von älteren Menschen gehört. So war laut Media Analyse Audio II/2019 die größte Hörergruppe 50 Jahre oder älter. Laut einer im Juli 2021 veröffentlichten Mediaanalyse konnte hr4 die Tagesreichweite um weitere 15.000 Hörer steigern, auf insgesamt 565.000. Bei der MA II des Jahres 2022 konnte hr4 mit täglich 572.000 Hörern nochmals deutliche Zuwächse bei der Tagesreichweite verzeichnen. Bundesweit kommt hr4 sogar auf täglich 673.000 Hörerinnen und Hörer.

## RDS
Wie alle Sender des Hessischen Rundfunks nutzt auch hr4 beim RDS die Funktion des dynamischen RDS-PS und sendet in der Regel den Sendernamen sowie den gespielten Titel mit Interpret und unregelmäßig auch Telefonnummern (z. B. Stauhotline).

## Empfang
hr4 ist über UKW in Hessen mit der entsprechenden Regionalisierung zu empfangen. Über DVB-S ist ein europaweiter Empfang (mit Regionalversion Süd) möglich. Seit März 2007 wird hr4 Süd auch als Live-Streaming im Internet verbreitet. In ganz Hessen wird das Programm außerdem per Digitalradio über den hr-Multiplex im Standard DAB+ verbreitet. Dieser nahm den Betrieb am 1. Dezember 2011 auf. Nur über diesen Empfangsweg sind seit 7. Juni 2018 alle drei Regionalversionen landesweit empfangbar. Seit dem 31. August 2020 sind auch die Regionalversionen für Mittel-, Nord- und Osthessen als Live-Webradio verfügbar. hr4 kann mit dem Smartphone auch über die hr4-App für iOS und Android empfangen werden

Logo von 1986 bis 2004
Logo von 2004 bis 2015
Logo von 2015 bis 2019
Logo von 2019 bis 2023
Logo seit 2023